# Estação Flaminio―Piazza del Popolo
Flaminio/Piazza del Popolo é uma estação da Linha A do Metro de Roma. Ela está situada na grande Piazza Flaminio, no bairro Flaminio fora das Muralhas Aurelianas, ao lado da Piazza del Popolo, e está perto de Campo Marzio.